# Grande Prémio Internacional Beiras e Serra da Estrela de 2018
A 3.ª edição do Grande Prémio Internacional Beiras e Serra da Estrela foi uma carreira de ciclismo de estrada por etapas que se celebrou entre 13 e 15 de abril de 2018 em Portugal com início no município de Mêda e final no município da Guarda sobre um percurso de 536,9 quilómetros.
A carreira fez parte do UCI Europe Tour de 2018, dentro da categoria UCI 2.1
A carreira foi vencida pelo corredor russo Dmitry Strakhov da equipa Lokosphinx, em segundo lugar César Fonte (W52-FC Porto) e em terceiro lugar Joni Brandão (Sporting-Tavira).

## Equipas participantes
Tomaram parte na carreira 20 equipas: 5 de categoria Profissional Continental; e 15 de categoria Continental. Formando assim um pelotão de 126 ciclistas dos que acabaram 87. As equipas participantes foram:
| Equipes profissionais Continentais (5)- Caja Rural-Seguros RGA - Manzana Postobón - Burgos-BH - Euskadi Basque Country-Murias - Rally Cycling Equipes Continentais (15)- Miranda-Mortágua - Sporting-Tavira - Vito-Feirense-BlackJack - LA Alumínios-Metalusa - Aviludo-Louletano - W52-FC Porto - RP-Boavista - Efapel - Liberty Seguros-Carglass - Java-Partizan - Lokosphinx - Massi-Kuwait Team - Start-Gusto Cycling Team - Interpro Stradalli - Alecto |
| |

## Percorrido
O Grande Prémio Internacional Beiras e Serra da Estrela dispôs de três etapas para um percurso total de 536,9 quilómetros.
| Etapa | Data    | Percurso                           | type            | Distância (km) | Vencedor             | Líder geral     |
| ----- | ------- | ---------------------------------- | --------------- | -------------- | -------------------- | --------------- |
| 1     | 13 abr. | Mêda – Figueira de Castelo Rodrigo | etapa escarpada | 177,2          | Dmitry Strakhov      | Dmitry Strakhov |
| 2     | 14 abr. | Sabugal – Seia                     | etapa escarpada | 193,9          | César Fonte          | César Fonte     |
| 3     | 15 abr. | Gouveia – Guarda                   | etapa escarpada | 168,3          | Mario González Salas | Dmitry Strakhov |

## Desenvolvimento da carreira

### 1.ª etapa
| Mêda - Figueira de Castelo Rodrigo | etapa escarpada | (177,2 km) |

| \| Classificação por etapas \| Classificação por etapas \| Classificação por etapas \| Classificação por etapas \| Classificação por etapas \| \| Ciclista \| Ciclista \| Equipe \| Tempo \| \| \| ------------------------ \| ------------------------ \| ------------------------ \| ------------------------ \| ------------------------ \| \| 1. \| Dmitry Strakhov \| Lokosphinx \| 4h29m17s \| \| \| 2. \| Wilmar Paredes \| Manzana Postobón \| + 0s \| \| \| 3. \| Daniel Mestre \| Efapel \| + 0s \| \| \| 4. \| Sergio Higuita \| Manzana Postobón \| + 0s \| \| \| 5. \| Gustavo Veloso \| W52-FC Porto \| + 0s \| \| \| 6. \| Ricardo Vilela \| Manzana Postobón \| + 0s \| \| \| 7. \| Xuban Errazkin \| Vito-Feirense-BlackJack \| + 0s \| \| \| 8. \| Brandon McNulty \| Rally Cycling \| + 0s \| \| \| 9. \| César Fonte \| W52-FC Porto \| + 0s \| \| \| 10. \| Sergio Pardilla \| Caja Rural-Seguros RGA \| + 0s \| \| |                 |                         |          |
| |                 |                         |          |
| |                 |                         |          |
| Classificação por etapas |                 |                         |          |
| Ciclista | Ciclista        | Equipe                  | Tempo    |
| 1. | Dmitry Strakhov | Lokosphinx              | 4h29m17s |
| 2. | Wilmar Paredes  | Manzana Postobón        | + 0s     |
| 3. | Daniel Mestre   | Efapel                  | + 0s     |
| 4. | Sergio Higuita  | Manzana Postobón        | + 0s     |
| 5. | Gustavo Veloso  | W52-FC Porto            | + 0s     |
| 6. | Ricardo Vilela  | Manzana Postobón        | + 0s     |
| 7. | Xuban Errazkin  | Vito-Feirense-BlackJack | + 0s     |
| 8. | Brandon McNulty | Rally Cycling           | + 0s     |
| 9. | César Fonte     | W52-FC Porto            | + 0s     |
| 10. | Sergio Pardilla | Caja Rural-Seguros RGA  | + 0s     |

| \| Classificação geral \| Classificação geral \| Classificação geral \| Classificação geral \| Classificação geral \| \| Ciclista \| Ciclista \| Equipe \| Tempo \| \| \| ------------------- \| ------------------- \| ----------------------- \| ------------------- \| ------------------- \| \| 1. \| Dmitry Strakhov \| Lokosphinx \| 4h29m07s \| \| \| 2. \| Wilmar Paredes \| Manzana Postobón \| + 4s \| \| \| 3. \| César Fonte \| W52-FC Porto \| + 5s \| \| \| 4. \| Jóni Brandão \| Sporting-Tavira \| + 5s \| \| \| 5. \| Daniel Mestre \| Efapel \| + 6s \| \| \| 6. \| Gustavo Veloso \| W52-FC Porto \| + 8s \| \| \| 7. \| Sergio Higuita \| Manzana Postobón \| + 10s \| \| \| 8. \| Ricardo Vilela \| Manzana Postobón \| + 10s \| \| \| 9. \| Xuban Errazkin \| Vito-Feirense-BlackJack \| + 10s \| \| \| 10. \| Brandon McNulty \| Rally Cycling \| + 10s \| \| |                 |                         |          |
| |                 |                         |          |
| |                 |                         |          |
| Classificação geral |                 |                         |          |
| Ciclista | Ciclista        | Equipe                  | Tempo    |
| 1. | Dmitry Strakhov | Lokosphinx              | 4h29m07s |
| 2. | Wilmar Paredes  | Manzana Postobón        | + 4s     |
| 3. | César Fonte     | W52-FC Porto            | + 5s     |
| 4. | Jóni Brandão    | Sporting-Tavira         | + 5s     |
| 5. | Daniel Mestre   | Efapel                  | + 6s     |
| 6. | Gustavo Veloso  | W52-FC Porto            | + 8s     |
| 7. | Sergio Higuita  | Manzana Postobón        | + 10s    |
| 8. | Ricardo Vilela  | Manzana Postobón        | + 10s    |
| 9. | Xuban Errazkin  | Vito-Feirense-BlackJack | + 10s    |
| 10. | Brandon McNulty | Rally Cycling           | + 10s    |

### 2.ª etapa
| Sabugal - Seia | etapa escarpada | (193,9 km) |

| \| Classificação por etapas \| Classificação por etapas \| Classificação por etapas \| Classificação por etapas \| Classificação por etapas \| \| Ciclista \| Ciclista \| Equipe \| Tempo \| \| \| ------------------------ \| ------------------------ \| ------------------------ \| ------------------------ \| ------------------------ \| \| 1. \| César Fonte \| W52-FC Porto \| 4h48m58s \| \| \| 2. \| Henrique Casimiro \| Efapel \| + 0s \| \| \| 3. \| Sergio Higuita \| Manzana Postobón \| + 0s \| \| \| 4. \| Jóni Brandão \| Sporting-Tavira \| + 0s \| \| \| 5. \| Edgar Pinto \| Vito-Feirense-BlackJack \| + 0s \| \| \| 6. \| Ibai Salas \| Burgos-BH \| + 0s \| \| \| 7. \| Dmitry Strakhov \| Lokosphinx \| + 0s \| \| \| 8. \| Domingos Gonçalves \| Rádio Popular-Boavista \| + 0s \| \| \| 9. \| Joaquim Silva \| Caja Rural-Seguros RGA \| + 0s \| \| \| 10. \| Gustavo Veloso \| W52-FC Porto \| + 0s \| \| |                    |                         |          |
| |                    |                         |          |
| |                    |                         |          |
| Classificação por etapas |                    |                         |          |
| Ciclista | Ciclista           | Equipe                  | Tempo    |
| 1. | César Fonte        | W52-FC Porto            | 4h48m58s |
| 2. | Henrique Casimiro  | Efapel                  | + 0s     |
| 3. | Sergio Higuita     | Manzana Postobón        | + 0s     |
| 4. | Jóni Brandão       | Sporting-Tavira         | + 0s     |
| 5. | Edgar Pinto        | Vito-Feirense-BlackJack | + 0s     |
| 6. | Ibai Salas         | Burgos-BH               | + 0s     |
| 7. | Dmitry Strakhov    | Lokosphinx              | + 0s     |
| 8. | Domingos Gonçalves | Rádio Popular-Boavista  | + 0s     |
| 9. | Joaquim Silva      | Caja Rural-Seguros RGA  | + 0s     |
| 10. | Gustavo Veloso     | W52-FC Porto            | + 0s     |

| \| Classificação geral \| Classificação geral \| Classificação geral \| Classificação geral \| Classificação geral \| \| Ciclista \| Ciclista \| Equipe \| Tempo \| \| \| ------------------- \| ------------------- \| ----------------------- \| ------------------- \| ------------------- \| \| 1. \| César Fonte \| W52-FC Porto \| 9h17m59s \| \| \| 2. \| Dmitry Strakhov \| Lokosphinx \| + 6s \| \| \| 3. \| Jóni Brandão \| Sporting-Tavira \| + 9s \| \| \| 4. \| Wilmar Paredes \| Manzana Postobón \| + 10s \| \| \| 5. \| Henrique Casimiro \| Efapel \| + 10s \| \| \| 6. \| Sergio Higuita \| Manzana Postobón \| + 12s \| \| \| 7. \| Domingos Gonçalves \| Rádio Popular-Boavista \| + 13s \| \| \| 8. \| Gustavo Veloso \| W52-FC Porto \| + 14s \| \| \| 9. \| Edgar Pinto \| Vito-Feirense-BlackJack \| + 16s \| \| \| 10. \| Sergio Pardilla \| Caja Rural-Seguros RGA \| + 16s \| \| |                    |                         |          |
| |                    |                         |          |
| |                    |                         |          |
| Classificação geral |                    |                         |          |
| Ciclista | Ciclista           | Equipe                  | Tempo    |
| 1. | César Fonte        | W52-FC Porto            | 9h17m59s |
| 2. | Dmitry Strakhov    | Lokosphinx              | + 6s     |
| 3. | Jóni Brandão       | Sporting-Tavira         | + 9s     |
| 4. | Wilmar Paredes     | Manzana Postobón        | + 10s    |
| 5. | Henrique Casimiro  | Efapel                  | + 10s    |
| 6. | Sergio Higuita     | Manzana Postobón        | + 12s    |
| 7. | Domingos Gonçalves | Rádio Popular-Boavista  | + 13s    |
| 8. | Gustavo Veloso     | W52-FC Porto            | + 14s    |
| 9. | Edgar Pinto        | Vito-Feirense-BlackJack | + 16s    |
| 10. | Sergio Pardilla    | Caja Rural-Seguros RGA  | + 16s    |

### 3.ª etapa
| Gouveia - Guarda | etapa escarpada | (168,3 km) |

| \| Classificação por etapas \| Classificação por etapas \| Classificação por etapas \| Classificação por etapas \| Classificação por etapas \| \| Ciclista \| Ciclista \| Equipe \| Tempo \| \| \| ------------------------ \| ------------------------ \| ------------------------ \| ------------------------ \| ------------------------ \| \| 1. \| Mario González Salas \| Sporting-Tavira \| 4h08m19s \| \| \| 2. \| Brandon McNulty \| Rally Cycling \| + 36s \| \| \| 3. \| Dmitry Strakhov \| Lokosphinx \| + 39s \| \| \| 4. \| Jóni Brandão \| Sporting-Tavira \| + 39s \| \| \| 5. \| Joaquim Silva \| Caja Rural-Seguros RGA \| + 40s \| \| \| 6. \| César Fonte \| W52-FC Porto \| + 40s \| \| \| 7. \| Daniel Mestre \| Efapel \| + 41s \| \| \| 8. \| Henrique Casimiro \| Efapel \| + 41s \| \| \| 9. \| Domingos Gonçalves \| Rádio Popular-Boavista \| + 44s \| \| \| 10. \| Xuban Errazkin \| Vito-Feirense-BlackJack \| + 44s \| \| |                      |                         |          |
| |                      |                         |          |
| |                      |                         |          |
| Classificação por etapas |                      |                         |          |
| Ciclista | Ciclista             | Equipe                  | Tempo    |
| 1. | Mario González Salas | Sporting-Tavira         | 4h08m19s |
| 2. | Brandon McNulty      | Rally Cycling           | + 36s    |
| 3. | Dmitry Strakhov      | Lokosphinx              | + 39s    |
| 4. | Jóni Brandão         | Sporting-Tavira         | + 39s    |
| 5. | Joaquim Silva        | Caja Rural-Seguros RGA  | + 40s    |
| 6. | César Fonte          | W52-FC Porto            | + 40s    |
| 7. | Daniel Mestre        | Efapel                  | + 41s    |
| 8. | Henrique Casimiro    | Efapel                  | + 41s    |
| 9. | Domingos Gonçalves   | Rádio Popular-Boavista  | + 44s    |
| 10. | Xuban Errazkin       | Vito-Feirense-BlackJack | + 44s    |

## Classificações finais
- As classificações finalizaram da seguinte forma:[4]

### Classificação geral
| \| Classificação geral \| Classificação geral \| Classificação geral \| Classificação geral \| Classificação geral \| \| Ciclista \| Ciclista \| Equipe \| Tempo \| \| \| ------------------- \| ------------------- \| ----------------------- \| ------------------- \| ------------------- \| \| 1. \| Dmitry Strakhov \| Lokosphinx \| 13h26m57s \| \| \| 2. \| César Fonte \| W52-FC Porto \| + 1s \| \| \| 3. \| Jóni Brandão \| Sporting-Tavira \| + 9s \| \| \| 4. \| Henrique Casimiro \| Efapel \| + 12s \| \| \| 5. \| Brandon McNulty \| Rally Cycling \| + 12s \| \| \| 6. \| Wilmar Paredes \| Manzana Postobón \| + 17s \| \| \| 7. \| Joaquim Silva \| Caja Rural-Seguros RGA \| + 17s \| \| \| 8. \| Domingos Gonçalves \| Rádio Popular-Boavista \| + 17s \| \| \| 9. \| Daniel Mestre \| Efapel \| + 19s \| \| \| 10. \| Xuban Errazkin \| Vito-Feirense-BlackJack \| + 21s \| \| |                    |                         |           |
| |                    |                         |           |
| Fonte: ProCyclingStats |                    |                         |           |
| Classificação geral |                    |                         |           |
| Ciclista | Ciclista           | Equipe                  | Tempo     |
| 1. | Dmitry Strakhov    | Lokosphinx              | 13h26m57s |
| 2. | César Fonte        | W52-FC Porto            | + 1s      |
| 3. | Jóni Brandão       | Sporting-Tavira         | + 9s      |
| 4. | Henrique Casimiro  | Efapel                  | + 12s     |
| 5. | Brandon McNulty    | Rally Cycling           | + 12s     |
| 6. | Wilmar Paredes     | Manzana Postobón        | + 17s     |
| 7. | Joaquim Silva      | Caja Rural-Seguros RGA  | + 17s     |
| 8. | Domingos Gonçalves | Rádio Popular-Boavista  | + 17s     |
| 9. | Daniel Mestre      | Efapel                  | + 19s     |
| 10. | Xuban Errazkin     | Vito-Feirense-BlackJack | + 21s     |

### Classificação da montanha
| Classificação da montanha | Classificação da montanha | Classificação da montanha | Classificação da montanha | Classificação da montanha |
| Ciclista                  | Ciclista                  | Equipe                    | Pontos                    |                           |
| ------------------------- | ------------------------- | ------------------------- | ------------------------- | ------------------------- |
| 1.                        | Mario González Salas      | Sporting-Tavira           | 45 pts                    |                           |
| 2.                        | Yecid Sierra              | Manzana Postobón          | 30 pts                    |                           |
| 3.                        | Xuban Errazkin            | Vito-Feirense-BlackJack   | 23 pts                    |                           |
| 4.                        | Nicolas Sessler           | Burgos-BH                 | 17 pts                    |                           |
| 5.                        | Frederico Figueiredo      | Sporting-Tavira           | 15 pts                    |                           |
| 6.                        | Rui Vinhas                | W52-FC Porto              | 13 pts                    |                           |
| 7.                        | Dmitry Strakhov           | Lokosphinx                | 12 pts                    |                           |
| 8.                        | Jóni Brandão              | Sporting-Tavira           | 12 pts                    |                           |
| 9.                        | Álvaro Trueba             | Sporting-Tavira           | 12 pts                    |                           |
| 10.                       | Sergio Higuita            | Manzana Postobón          | 11 pts                    |                           |

### Classificação dos jovens
| Classificação dos jovens | Classificação dos jovens | Classificação dos jovens | Classificação dos jovens | Classificação dos jovens |
| Ciclista                 | Ciclista                 | Equipe                   | Tempo                    |                          |
| ------------------------ | ------------------------ | ------------------------ | ------------------------ | ------------------------ |
| 1.                       | Dmitry Strakhov          | Lokosphinx               | 13h26m57s                |                          |
| 2.                       | Brandon McNulty          | Rally Cycling            | + 12s                    |                          |
| 3.                       | Wilmar Paredes           | Manzana Postobón         | + 17s                    |                          |
| 4.                       | Xuban Errazkin           | Vito-Feirense-BlackJack  | + 21s                    |                          |
| 5.                       | Sergio Higuita           | Manzana Postobón         | + 13m09s                 |                          |
| 6.                       | Gonçalo Carvalho         | Miranda-Mortágua         | + 14m44s                 |                          |
| 7.                       | Hugo Nunes               | Miranda-Mortágua         | + 35m23s                 |                          |
| 8.                       | Venceslau Fernandes      |                          | + 36m05s                 |                          |
| 9.                       | Gaspar Gonçalves         | Liberty Seguros-Carglass | + 42m42s                 |                          |
| 10.                      | Jorge Magalhães          | Miranda-Mortágua         | + 43m34s                 |                          |

### Classificação por equipas
| Classificação por equipes | Classificação por equipes | Classificação por equipes | Classificação por equipes |
| Equipe                    | Equipe                    | Tempo                     |                           |
| ------------------------- | ------------------------- | ------------------------- | ------------------------- |
| 1.                        | Efapel                    | 40h22m11s                 |                           |
| 2.                        | W52-FC Porto              | + 10s                     |                           |
| 3.                        | Sporting-Tavira           | + 52s                     |                           |
| 4.                        | Caja Rural-Seguros RGA    | + 1m37s                   |                           |
| 5.                        | RP-Boavista               | + 1m44s                   |                           |
| 6.                        | Manzana Postobón          | + 12m42s                  |                           |
| 7.                        | Vito-Feirense-BlackJack   | + 13m52s                  |                           |
| 8.                        | Lokosphinx                | + 14m29s                  |                           |
| 9.                        | Rally Cycling             | + 18m59s                  |                           |
| 10.                       | Aviludo-Louletano         | + 56m14s                  |                           |

## Evolução das classificações
| Etapa (Vencedor)                  | Classificação geral | Classificação da montanha | Classificação dos jovens | Classificação por equipas |
| --------------------------------- | ------------------- | ------------------------- | ------------------------ | ------------------------- |
| 1.ª etapa (Dmitry Strakhov)       | Dmitry Strakhov     | Mario González Salgas     | Dmitry Strakhov          | Manzana Postobón          |
| 2.ª etapa (César Fonte)           | César Fonte         | Mario González Salgas     | Dmitry Strakhov          | W52-FC Porto              |
| 3.ª etapa (Mario González Salgas) | Dmitry Strakhov     | Mario González Salgas     | Dmitry Strakhov          | Efapel                    |
| Final                             | Dmitry Strakhov     | Mario González Salas      | Dmitry Strakhov          | Efapel                    |

## UCI World Ranking
O Grande Prémio Internacional Beiras e Serra da Estrela outorga pontos para o UCI Europe Tour de 2018 e o UCI World Ranking, este último para corredores das equipas nas categorias UCI World Team, Profissional Continental e Equipas Continentais. As seguintes tabelas mostram o barómetro de pontuação e os 10 corredores que obtiveram mais pontos:
| Posição             | 1.ª | 2.ª | 3.ª | 4.ª | 5.ª | 6.ª | 7.ª | 8.ª | 9.ª | 10.ª |
| Classificação geral | 125 | 85  | 70  | 60  | 50  | 40  | 35  | 30  | 25  | 20   |
| Por etapa           | 14  | 5   | 3   |     |     |     |     |     |     |      |
| Lider               | 3   |     |     |     |     |     |     |     |     |      |

| Classificação | Classificação      | Classificação           | Classificação | Classificação | Classificação | Classificação |
| Posição       | Ciclista           | Equipa                  | Geral         | Etapa         | Lider         | Total         |
| ------------- | ------------------ | ----------------------- | ------------- | ------------- | ------------- | ------------- |
| 1.º           | Dmitry Strakhov    | Lokosphinx              | 125           | 17            | 3             | 145           |
| 2.º           | César Fonte        | W52-FC Porto            | 85            | 14            | 3             | 102           |
| 3.º           | Joni Brandão       | Sporting-Tavira         | 70            | -             | -             | 70            |
| 4.º           | Henrique Casimiro  | Efapel                  | 60            | 5             | -             | 65            |
| 5.º           | Brandon McNulty    | Rally                   | 50            | 5             | -             | 55            |
| 6.º           | Wilmar Paredes     | Manzana Postobón        | 40            | 5             | -             | 45            |
| 7.º           | Joaquim Silva      | Caja Rural-Seguros RGA  | 35            | -             | -             | 35            |
| 8.º           | Domingos Gonçalves | Rádio Popular-Boavista  | 30            | -             | -             | 30            |
| 9.º           | Daniel Mestre      | Efapel                  | 25            | 3             | -             | 28            |
| 10.º          | Xuban Errazkin     | Vito-Feirense-Blackjack | 20            | -             | -             | 20            |